# زوران اسلاونیچ
زوران اسلاونیچ (انگلیسی: Zoran Slavnić؛ زادهٔ ۲۶ اکتبر ۱۹۴۹) بازیکن و مربی بسکتبال اهل یوگسلاوی بود.
از باشگاه‌هایی که در آن بازی کرده‌است می‌توان به باشگاه بسکتبال اسپلیت، باشگاه بسکتبال پارتیزان، و باشگاه بسکتبال ستاره سرخ بلگراد اشاره کرد.
وی در مسابقات کشوری و بین‌المللی در مجموع برندهٔ ۵ مدال طلا، ۳ مدال نقره، ۱ مدال برنز شده‌است.